# China Zorrilla
China Zorrilla (tiếng Tây Ban Nha: [ˈtʃina soˈriʝa]; tên khai sinh Concepción Matilde Zorrilla de San Martín Muñoz; 14 tháng 3 năm 1922 – 17 tháng 9 năm 2014) là một nữ diễn viên nhà hát, điện ảnh và truyền hình người Uruguay, đồng thời là đạo diễn, nhà sản xuất và nhà văn. Là một ngôi sao vô cùng nổi tiếng ở khu vực Rioplatense, cô thường được coi là "bà nội" của sân khấu Nam Mỹ.
Sau một thời gian dài làm việc tại nhà hát Uruguay, Zorrilla đã xuất hiện hơn 50 lần trong các bộ phim, kịch nghệ và chương trình TV của Argentina. Sự nghiệp nổi bật của bà đã cất cánh ở Uruguay trong những năm 1950 và 1960, sau đó Zorrilla định cư ở Argentina – nơi bà sống hơn 35 năm và nổi tiếng trên TV, nhà hát và điện ảnh. Ở tuổi 90, bà đã nghỉ hưu và quay trở lại Uruguay, năm 2014 bà đã qua đời tại đó.
Vào năm 2008, Zorrilla đã được Chính phủ Pháp đầu tư vào Chevalier des Arts et des Lettres và năm 2011, Correo Uruguayo (dịch vụ bưu chính quốc gia ở Uruguay) đã phát hành một bản in 500 tem bưu chính kỷ niệm dành riêng cho bà.

## Đầu đời
Sinh ra ở Montevideo trong một gia đình quý tộc người Uruguay, "China" là con thứ hai trong số năm cô con gái của Guma Muñoz del Campo và nhà điêu khắc Jose Luis Zorrilla de San Martín (1891,1975), một môn đệ của Antoine Bourdelle, chịu trách nhiệm sản xuất các tượng đài ở Uruguay và Argentina. Được tôn sùng là nhà thơ quốc gia của Uruguay, ông nội của cô là Juan Zorrilla de San Martín, tác giả của Tabaré. Sống trong một gia đình nghệ thuật, chị gái của cô, Guma Zorrilla (1919 – 2001), là một nhà thiết kế trang phục sân khấu cho sân khấu kịch nghệ Uruguay.